# Гельферіх-Саде
Футбольний клуб «Гельферіх-Саде» або просто «Гельферіх-Саде» — український футбольний клуб з міста Харків, діяв у 1910—1919 роках. Представляв завод «Гельферіх-Саде». Використовували назву «Саде-футбол-клуб». До розформування грав у місцевих харківських змаганнях.

## Досягнення
- Чемпіонат Харкова
  -  Чемпіон (2): 1913, 1917